# Polprüfer
Polprüfer sind einfache, in der Regel handliche Prüfgeräte zur Feststellung der Polarität bei elektrischen Spannungen oder auch bei magnetischen Feldern. Damit wird auch angezeigt, dass eine elektrische Spannung oder ein Magnetfeld überhaupt vorliegt.

## Elektrischer Polprüfer
Ein Elektrischer Polprüfer ist ein sehr einfaches, zweipoliges Prüfgerät zur Anzeige der Polarität einer Spannung. Er zeigt an, wo an 2 zu vergleichenden Stellen einer Spannungsquelle oder eines elektrischen Geräts die positive (+) bzw. negative (-) Polarität vorliegt.
Eine eindeutige Anzeige der Polarität setzt hierbei das Vorhandensein einer Gleichspannung voraus, d. h. einer über die (kurze) Prüfzeit unveränderten Polung.
Ein einfaches Funktionsprinzip für einen Polprüfer sind eine oder zwei Leuchtdioden, die zur Strombegrenzung mit einem Vorwiderstand in Reihe geschaltet sind.
In einem nicht zutreffenden Sprachgebrauch sind mit 'Polprüfern' auch Phasenprüfer oder (zweipolige) Spannungsprüfer gemeint, letztere können einen Polprüfer beinhalten.

## Magnetischer Polprüfer

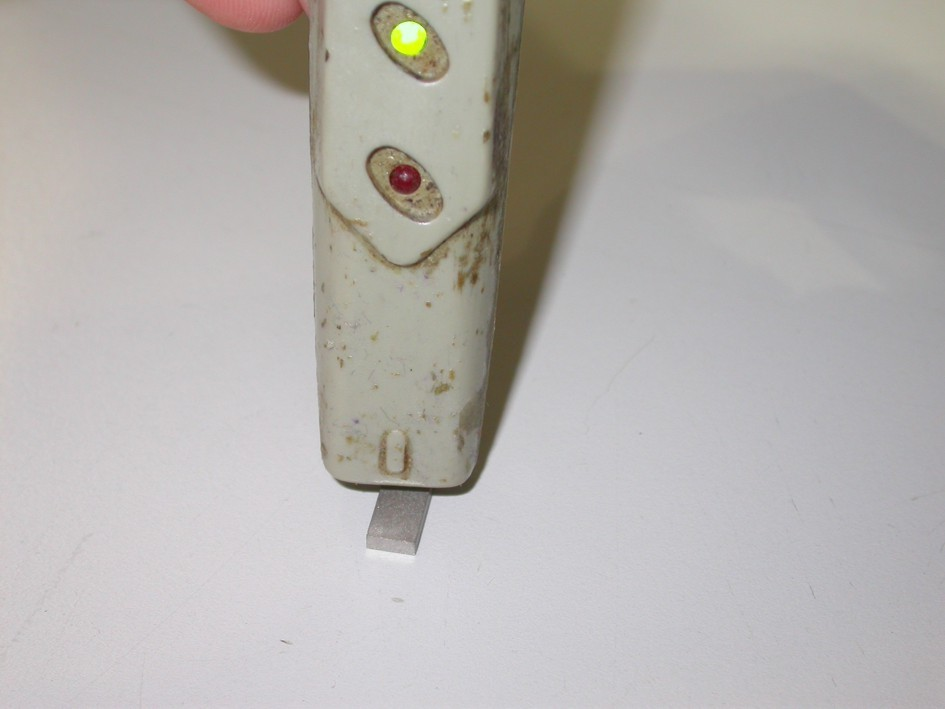
Prüfung der Polarität eines Magnetplättchens mit einem magnetischen Polprüfer. Je nach Polrichtung leuchtet bei diesem eine grüne oder rote LED auf (gemäß der einfachen Merkregel „Nordpol rot, Südpol grün“)

Mit einem magnetischen Polprüfer kann die Ausrichtung von Magnetfeldern bestimmt werden.
Einfache magnetische Polprüfer haben ein mechanisches Prinzip (kleiner Magnet, Feder). 

Moderner sind rein elektronische Tester.